# 578
578 (DLXXVIII) fue un año común comenzado en sábado del calendario juliano, en vigor en aquella fecha.

## Acontecimientos
- 26 de septiembre: Tiberio II Constantino es proclamado emperador en Constantinopla a la muerte de Justino II.[1]
- Leovigildo, rey de los visigodos, funda la ciudad de Recópolis en honor a su hijo Recaredo, en la provincia Cartaginense, junto al curso alto del río Tajo, para celebrar el fin de sus campañas de reunificación del Reino.
- Fundación de Kongō Gumi en Japón, la empresa activa más antigua del mundo.[2]
- Código de Leovigildo (fecha aproximada).

## Fallecimientos
- 30 de julio: 
  - Jacob Baradaeus, obispo de Edesa.
  - Zerezindo, dux visigodo de la provincia Cartaginense, que se cree que pudo haber sido católico.
- 5 de octubre: Justino II, Emperador de Roma.[1]
- San Brandán de Clonfert, monje evangelizador y navegante irlandés.
- Wuffa, rey de Anglia Oriental.
- Johannes Malalas, Cronista bizantino.
- Yǔwén Yōng (宇文邕) de la dinastía Běi Zhōu (北周) emperador único del norte de China unificado desde el 577.